# Eclipse lunar de 25 de maio de 1975
| Eclipse Lunar Total 25 de maio de 1975                                     | Eclipse Lunar Total 25 de maio de 1975 |
| -------------------------------------------------------------------------- | -------------------------------------- |
| A Lua mergulhou dentro da parte central da Sombra da Terra, em 88 minutos. |                                        |
| Gamma                                                                      | +0,2367                                |
| Saros (e membro)                                                           | 130 (32 de 71)                         |
| Sequência de eclipses lunares                                              |                                        |
| Anterior                                                                   | 29 de novembro de 1974                 |
| Próximo                                                                    | 18 de novembro de 1975                 |
| Duração (hr:mn:sc)                                                         |                                        |
| Total                                                                      | 1:28:18                                |
| Parcial                                                                    | 3:35:13                                |
| Penumbral                                                                  | 5:36:00                                |
| Fases e Horários do Eclipse (UTC)                                          |                                        |
| P1                                                                         | 3:00:03                                |
| U1                                                                         | 4:00:23                                |
| U2                                                                         | 5:03:51                                |
| Máximo                                                                     | 5:48:00                                |
| U3                                                                         | 6:32:09                                |
| U4                                                                         | 7:35:36                                |
| P4                                                                         | 8:36:04                                |

O eclipse lunar de 25 de maio de 1975 foi um eclipse total, o primeiro de dois eclipses lunares do ano. Teve magnitude umbral de 1,4253 e penumbral de 2,4218. Teve duração de 88 minutos.
A Lua foi mergulhada na escuridão por 1 hora e 28 minutos, em um profundo eclipse total que viu a Lua com 43% de seu diâmetro dentro da sombra umbral da Terra. O efeito visual disso depende do estado da atmosfera da Terra, mas a Lua pode ter sido manchada com uma cor vermelha intensa. O eclipse parcial durou 3 horas e 35 minutos no total.
A Lua cruzou a região central da sombra da Terra, em modo ascendente, dentro da constelação de Escorpião.

## Série Saros
Eclipse pertencente ao ciclo lunar Saros de série 130, sendo este de número 32, totalizando 71 eclipses na série. O último eclipse da série foi o eclipse total de 13 de maio de 1957, e o próximo fenômeno será com o eclipse total de 4 de junho de 1993.

## Visibilidade
Foi visível no leste da Austrália, Oceano Pacífico, Américas, África, e Europa.
| Região do planeta onde o eclipse foi visível durante o máximo da totalidade - 05:48 UTC. O Oceano Pacífico teve a melhor observação do meio do eclipse, de onde foi visível à meia-noite. |
| Mapa de visibilidade do eclipse |